# Souls at Sea
Souls at Sea is een Amerikaanse avonturenfilm uit 1937 onder regie van Henry Hathaway. Destijds werd de film in Nederland uitgebracht onder de titel De ondergang van de William Brown.

## Verhaal
In 1842 is Michael Taylor de eerste stuurman op een slavenschip. Hij is ook een tegenstander van slavenhandel. Hij en zijn vriend Powdah trachten de slaven te redden van de wrede behandeling aan boord.

## Rolverdeling
| Acteur             | Personage                     |
| ------------------ | ----------------------------- |
| Gary Cooper        | Michael Taylor                |
| George Raft        | Powdah                        |
| Frances Dee        | Margaret Tarryton             |
| Henry Wilcoxon     | Luitenant Tarryton            |
| Harry Carey        | Kapitein van de William Brown |
| Olympe Bradna      | Babsie                        |
| Robert Cummings    | George Martin                 |
| Porter Hall        | Openbare aanklager            |
| George Zucco       | Woodley                       |
| Virginia Weidler   | Tina                          |
| Joseph Schildkraut | Gaston de Bastonet            |
| Gilbert Emery      | Kapitein Martisel             |
| Lucien Littlefield | Speelgoedmaker                |
| Paul Fix           | Violist                       |
| Tully Marhsall     | Pecora                        |